# Elmina

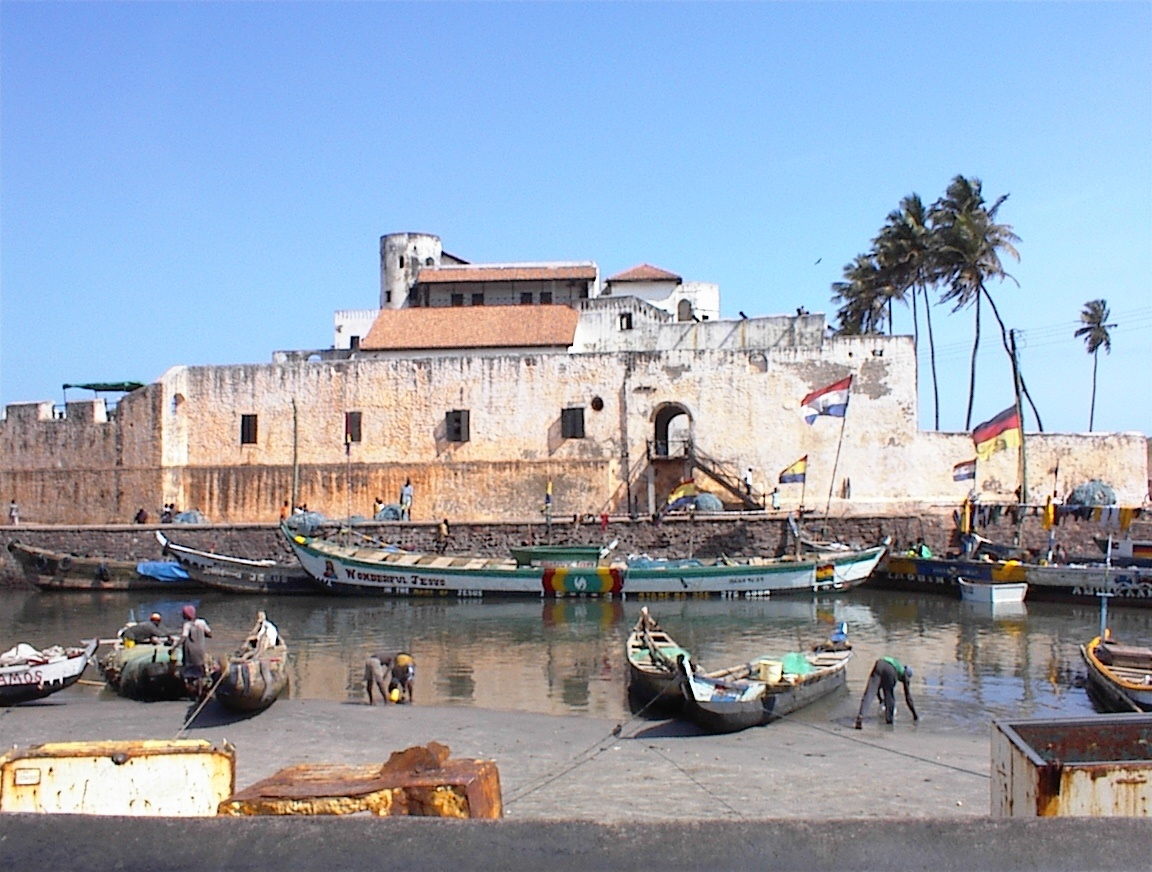
Castelo de São Jorge da Mina

Elmina é uma cidade que localiza-se em Gana, no golfo da Guiné, na costa ocidental da África.

## História
Remonta ao estabelecimento de uma feitoria portuguesa em 1482, sob a invocação de São Jorge (São Jorge da Mina), com o intuito de controlar e defender o comércio do ouro e a navegação dos portugueses na região.
No arranque dos Descobrimentos portugueses ao longo da costa africana, no século XV, empreendeu-se uma política de construção de feitorias, de forma a poder vender com segurança os produtos nacionais em troca de ouro, especiarias e escravos, principalmente. A defesa e o apoio às navegações costeiras eram outras das atribuições que recaíam sobre as feitorias. A primeira de todas foi a de Arguim, fundada em 1445-50 na ilha com o mesmo nome, sucedida de algumas pequenas fortificações na costa.
Em 1469, nove anos após a morte do infante D. Henrique, mentor e dinamizador da gesta marítima e comercial portuguesa, Afonso V de Portugal, seu sobrinho, inclinado para as conquistas militares em Marrocos, arrendou a um comerciante lisboeta, Fernão Gomes, a exploração da costa da Guiné, com todo o monopólio comercial, por cinco anos (mais um no fim do contrato). Em troca, para além da renda, exigiu um avanço de 100 léguas por ano ao longo do litoral, a partir da Serra Leoa.
O grande sinal do avanço costeiro e do esforço empreendedor de Portugal na região surgiu com a necessidade de se construir um estabelecimento comercial fortificado no Golfo da Guiné, entreposto esse que seria, para além de placa giratória do trato português, base de apoio para a defesa, em terra e no mar, das rotas e interesses da Coroa. O descobrimento da região da Mina, durante o arrendamento de Fernão Gomes, anunciou a existência de um ponto geográfico estratégico para tais missões.
Assim, em 1482, João II de Portugal, entretanto chegado ao trono, encarregou Diogo de Azambuja da construção de uma fortaleza, sendo a mais antiga construção europeia a sul do deserto do Sara, naquele lugar mais tarde baptizada de São Jorge da Mina, tornando-se o seu primeiro capitão, lugar que foi ocupado por muitos homens ilustres do reino, nomeados por um triénio. Estes capitães tinham vastos poderes instituídos pela Coroa, ainda que sujeitos a um apertado regulamento, de forma a poderem impedir o contrabando do ouro ou outras actividades ilícitas. A sua autoridade estendia-se aos outros entrepostos da costa como Axim (Axém), Osu, Shema (Shamá), Waddan, Cantor, Benim, fundados principalmente a partir de 1487 e sob domínio português até meados do século XVI. O Forte Duma, em Egwira, foi fundado em 1623 e abandonado em 1636.
Construiu-se também, junto à fortaleza, uma pequena povoação, chamada Duas Partes, para além de outros dois pequenos fortes em Axém e Shamá. Nesta empresa trabalharam mais de quinhentos homens, entre militares e artífices. São Jorge da Mina recebeu em 1486 carta de foral. As populações locais rapidamente se colocaram ao serviço da feitoria, auxiliando os portugueses no comércio, nas incursões no interior e na luta contra a pirataria. Rapidamente, a Mina tornou-se o principal estabelecimento português em África, fonte do abastecimento de ouro que se tornara o motor da economia nacional até se iniciar o ciclo da Índia após 1498. Ganhou fama internacional e despertou a cobiça dos europeus, nomeadamente dos Reis Católicos, que só cessaram as pressões para se apossarem da região com o Tratado de Alcáçovas, no qual reconheciam a Portugal o domínio a sul das Canárias.
Porém, ao longo do século XVI, ataques de piratas franceses aos navios portugueses no regresso da Mina começaram a suceder-se, para além de tentativas de tráfico do ouro na Mina. Repelidos estes, chegaram os ingleses, que, depois de conseguirem algum ouro, cessaram as suas operações com o tratado luso-inglês de 1570. Vieram os holandeses no século XVII, durante o domínio espanhol sobre Portugal. Após várias tentativas falhadas, a partir do Brasil, os holandeses, através da sua Companhia das Índias Ocidentais, enfraqueceram lentamente o monopólio comercial português na região, conseguindo dominar as quatro dezenas de militares da guarnição portuguesa de S. Jorge da Mina, a maior parte dos quais doentes e mal armados.
Por volta de 1637, chegavam ao fim 150 anos de domínio português na Mina, ao contrário dos holandeses:
"Por volta de 1550, calcula-se que os portugueses tirassem de lá 310 quilos de ouro por ano. Na época, o tráfico de escravos funcionava ao contrário: os lusos levavam quinquilharias e escravos negros de outras regiões, como a costa do Benin, para os reis locais em troca do metal. Em 1500, 10% das reservas mundiais de ouro provinham da região. Nenhum outro europeu pôs os pés ali até o começo do século XVII. O monopólio lusitano da Costa do Ouro só foi quebrado em 1637, quando uma frota holandesa tomou Elmina. A partir daí, o castelo mudou de função. De centro importador, virou pólo exportador de escravos. E, logo, a Europa inteira se engajou no comércio de gente."
A feitoria exerceu mesmo uma actividade cultural na região, visível nos vocábulos portugueses que se misturaram nos idiomas locais, para além de melhorias alimentares com a introdução do milho.
Os outros fortes portugueses na região foram também ocupados pelos holandeses em 1642.